# Amerinus
Amerinus is een geslacht van kevers uit de familie van de loopkevers (Carabidae). De wetenschappelijke naam van het geslacht is voor het eerst geldig gepubliceerd in 1884 door Casey.

## Soorten
Het geslacht Amerinus is monotypisch en omvat slechts de volgende soort:
- Amerinus linearis (LeConte, 1863)